# Przysłop (Wysoki Dział)
Przysłop (Przysłup; Przysłupce) – zalesiony szczyt o wysokości 1006 m n.p.m. w Bieszczadach Zachodnich, w Wysokim Dziale. 